# Calhan
Calhan é uma vila localizada no estado americano do Colorado, no Condado de El Paso.

## Demografia
Segundo o censo americano de 2000, a sua população era de 896 habitantes. 
Em 2006, foi estimada uma população de 869, um decréscimo de 27 (-3.0%).

## Geografia
De acordo com o United States Census Bureau tem uma área de 1,9 km², dos quais 1,9 km² cobertos por terra e 0,0 km² cobertos por água. Calhan localiza-se a aproximadamente 1992 m acima do nível do mar.

## Localidades na vizinhança
O diagrama seguinte representa as localidades num raio de 40 km ao redor de Calhan. 